# Río San Juan de Micay
Le río San Juan de Micay ou río Micay est un fleuve de Colombie.

## Géographie
Le río San Juan de Micay prend sa source dans la cordillère Occidentale, dans le département du Cauca près de la frontière avec le département de Nariño. Il coule ensuite vers le nord puis vers l'ouest avant de se jeter dans l'Océan Pacifique.